# كامل التلمساني
كامل التلمساني (15 مايو 1915 - 3 مارس 1972) هو رسام ومخرج وكاتب سيناريو مصري.

## حياته ونشأته
ولد المخرج والسيناريست كامل التلمساني بقرية نوى في محافـظة القلـيوبية في 15 مايو 1915، وعقب إنهاء مرحلة التعليم الأساسي التحق بكلية الطب البيطري، ولكنه لم يكمل دراسـة الـطب، حيث شغفه الشديد بالفن فبدأ في التفرغ التام لثقل هواياته في الرسم والتصوير بالدراسة، وقد استطاع التلمساني أن يدرس كـافة المـذاهب والأفكار من اللـغات الإنجليزية والفرنسية والعربية. وقد شارك في إقامة العديد من المعارض الفنية، وقد بدأ في التعرف على مجموعة من فناني الطليعة أمثال: جورج حنين، رمسيس يونان، وفؤاد كامل والذين اسسوا فيما بعـد جماعة الفن والحرية، ومن ثم تـألق نجمه في عالم الفن والكتابة والنقد الفنى، حيث أقـام عـدة معـارض حـققت نجـاحـات كبـيرة، وفي عـام 1943 إلتحـق بإسـتوديـو مصـر، وبـدأ مـشـواره السـينمائي بالعمـل كمساعد في الإخراج والمونتاج والإنتاج.. كمـا بـدأ الـكـتابـة في الـسينما، وفي عام 1960، ترك كامل التلمساني بلاده في ظروف مريرة وصعبة... مما جعله يهاجر إلى لبنان، حيث بدأ حياته من جديد هناك، واستطاع بعد معاناة، أن يصنع له مكاناً مرموقاً في الأوساط الفنية اللبنانية وحقق العديد من النجاحات في السينما.

لقد كان «كامل التلمساني» علماً بارزاً، ليس في الوسط السينمائي فحسب، وإنما على صعيد الوسط الثقافي والفكري بشكل عام.. فقد كان داعية ومبشراً وصاحب رسالة ثقافية، وذلك بمحاولاته الجادة في نشر الاتجاه الواقعي في السينما والفن التشكيلي..كما أنه يمثل، مع كمال سليم وأحمد كامل مرسي وأحمد بدرخان، الجيل الثاني لمخرجي السينما المصرية.. الجيل الذي أرسى اتجاهات الفيلم المصري أبّان العصر الذهبي لأستوديو مصر قبل الحرب العالمية الثانية.
البـدايـة الفـــنية:
ولد «كامل التلمساني» في الخامس عشر من مايو عام 1915، في ببلدة نوى في محافـظة القلـيوبية، وأنـهى دراسـته الابتدائية والثـانـوية فيها، ثم التحق بكلية الطب البيطري، ولكنه لم يكمل دراسـة الـطب، فقـد تركـها وهو في السـنة النـهائية.. تَـفـرَّغ بعدها لإرضاء ميوله وهواياته في الرسم والتصوير والقراءة والكتابة والنقد الصحفي، وذلك بعد أنهاجر مع أسرته إلى القاهرة، وتنقل بين أحياء «الصليبة» بالقلعـة و «الجـيزة» و «العباسية».
بدأت هواياته لفن الرسم والتصوير وهو في سن مبكرة، ولكنها لم تُنمِ وتصقل وتتخذ لها أسلوباً واضحاً ومميزاً إلا بعد التحاقه بكلية الطب، وبعد إطلاعه على المدارس الفنية المختلفة. كان ينطـلق في حواري القاهرة ويجوب قُـرى الريف ليرسم الفـقـراء في قاع المدينة والفلاحين في القرى.. وكانت هذه الصور والنماذج البشرية، وما تلاقيه من عذاب ومعاناة، هي الموضوع الذي يتفاعل في نفسه وينفعل معه، ومن ثم يعرضـه في صوَرِه ولوحاته.
وكامل التلمساني ذو شخصية غريبة الأطوار، كما يقول معاصره وزميله الفنان «أحمد كامل مرسي»: (... شخصيته عصبية المزاج، حـادة الطبع، متوقـدة الـذكـاء، قـوية المنطق، وذلك من أثر قراءاته العديدة، وإطلاعه على كـافة المـذاهب والأفكار من اللـغات الإنجليزية والفرنسية والعربية.. لقد أكتنز قسطاً من المعلومات والمعرفة، والتي تكثـفت وتراكـمت وجـعلته يتـكلم في الفـن والأدب والفـلسـفة والـسـياسة والعـلم والـدين والمجتمع والحضارة.. يتكلم في حماس شديد، بل في ثورة عارمة في بعـض الأحيـان (....) إنه مجموعة من المتناقضات، تلتحم وتتصارع في لحظة واحدة بين جوانحه، وسرعان ما تتحول من حالٍ إلى حال.
استمر كامل التلمساني قرابة العشرة أعوام (1933- 1943) وهو يـسـاهم في إقامة معارض فنية، ويدعم إتجاهات الفن الحديث في الرسم والتصوير مثـل التـعبـيرية والسريالية والتجريدية.. ولكن المعظم الغالب من أعماله الفنية كانت تنتمي للسيريالية والتعبيرية، فقد كان متأثراً جداً بما تعانيه الطبقات الكادحة وخاصة لأعتناقه المذهب التروتسكى الماركسى.. حيث جسد هذه المعانات بطريقة فـنـية مبـتكرة وخـاصـة بـه، تتـمـيز بالجـرأة الفــنية في التـعبـير، معـتمداً على تدفـُق عواطفه وأفكـاره، أكـثر من اعتماده على نقـل الـواقـع وتقـلـيده، ومتـخذاً أسـلوباً ثورياً عنيفاً لا يعرف الانسجام والتنسيق، بل إنه يعتمد الألوان الصارخة والمثيرة للتعبير عن حالات النـفـس البشرية.
ضــد الفــاشــــية:

وفي هذه الفترة من حياته، تعرف التلمساني على مجموعة من فناني الطليعة أمثال: جورج حنين، رمسيس يونان، فؤاد كامل، أنور كامل.. والذين اسسوا فيما بعـد (جماعة الفن والحرية)، ومن ثم أصدروا بياناً فنياً مشتركاً بعنوان (يحيا الفن المنحط)، وهو بيان ضد الفاشية والنازية في ألمانـيا، وضـد موقفها المعـادي والـشرس من الفنانين والكتّاب التقدميين.. ثم أصدرت هذه الجماعة مجلة (التــطور) لتعبر بذلك عن أفكارهم ومبادئهم الإنسانية في مناصرة الفن والحرية.. وقـد لـعـبت هـذه الجـماعة ومجـلتـها دوراً ريادياً بارزاً في ربط الفن بالمجتمع، وكان منهج التجديد هو الاسلوب الأسـاسي والمـلـتزم لهذه الجماعة.
كما لا يفوتنا أن نشير إلى أن التلمساني قد ساهم برسوماته وصوره في مجلة مجلتي التي كان يصدرها أحمد الصاوي محمد، وكانت في ذلك الوقت بمثابة المنـبرالثقافي للفن الحديث.. كذلك تعرَّف على سلامة موسى في المجــلة الجـــديـدة، وانتظم بالعمل فيها، وأثبت علمياً ماهية الـفن الحـر ووظيـفته في خـدمة المجتـمع ورفـع مستوى الوعي الثقافي للطبقة العاملة. وبذلك لمع إسـم كـامل التـلمـساني، وتـألق نجمه في عالم الفن والكتابة، حيث أقـام عـدة معـارض حـققت نجـاحـات كبـيرة، واستطاعت لوحاته أن تثيرعاصفة من الجدل والنقاش في الأوسـاط الفنـية، وذلـك باعتبارها صـادرة من فنـان مبــدع ومـفـكر يحمل رؤية فنية متميزة ورأي حر وأسلوب خاص.
التحـــول إلى الســـنما:

ورغم كل هذا النجاح وهذه الشـهرة التي أحـاطت بالتـلمـساني في الثـلاثينات وبداية الأربعينات، إلا أنـه أحـس فجـأة بالـذنب في أنـه لـم يقم بالواجب الذي عليه، ولم يؤدِ الأمانة.. فقد تبين له بأن لوحاته تشترى من طبقة الأغنياء المقتدرين، ومن ثم تُـزيّن بها جدران القصور لتكون حلية وزينة ومتعة للناظرين، دون الشعور بما تنطوي عليه من تعبير عن الفقر والبؤس والعذاب.. وأحس بأنه يستقبل في المجتمعـات الـراقية بالحفاوة والترحيب، في حين أن البعد يشتد ويزداد يوماً بعد يوم بينه وبين آماله وأفكـاره، بينه وبين الجماهـير المحـرومـة والمطـحونـة.. لـذلك، وفي لحـظة خـاطـفة من الغـضب والثـورة العارمة، توقف عن الرسـم وقطـع كـل علاقـاته به، وتوجـّه إلى السينما، باعتبارها أداة هامّة للإتصال بالجماهير العريضة.. حيث بواسطتها يمكن إعادة الحوار بينه وبين الناس البسطاء، الناس الذين أحبهم وتعلق بهم وبهمومهم، منذ نشأته الأولى.
ففي عـام 1943 إلتحـق بإسـتوديـو مصـر، وبـدأ مـشـواره السـينمائي بالعمـل كمساعد في الإخراج والمونتاج والإنتاج.. كمـا بـدأ الـكـتابـة في الـسينما، ليـواصل بذلك رسالته الفنية التي بدأها في الرسم، والتي يمكن بلورتها في إن الفن العظيم هو الفن الذي ينبع من الجماهير، والفن الرديء هو الذي يصدر عن أعداء التقدم .. وهذا بالفعل ما تضمنه كتاباه (سفير أمريكا بالألوان الطبيعية ـ 1957)، (عزيزي شارلي ـ 1958).
وقـد تمـيز كـامـل التـلمـساني في كتـابـاتـه بالبـساطة مـع شيء من الـصـرامـة والتحديـد وعدم الإلتواءفي الفكر أوالقول أو التعبير عما يشعر به.. هذا إضافة إلى أنه قام بتحرير باب (خلف الكاميرا) في مجلة السينما عام 1945، وذلك بعـد إنجـاز فـيـلمه الأول.
لقد أعطى كامل التلمساني للسينما المصرية عشرة أفلام كمخرج، كما اشترك مع صديقه الفنان أحمد سالم وعمل معه في جميع أفلامه، سواء في الإخراج أو المونتاج أو الإنتاج.. وجدير بالذكر أن التلمسانى قد أخرج فيلم الماضي المجهول ولكنه نسب أخراجه إلى توأمه وصديقه أحمد سالم بطلب منه وكان أحمد سالم وقتئذ مديرا لأستوديو مصر . 
وفي عام 1960، ترك كامل التلمساني بلاده في ظروف مريرة وصعبة.... مما جعله يهاجر إلى لبنان، حيث بدأ حياته من جديد هناك، واستطاع بعد معاناة، أن يصنع له مكاناً مرموقاً في الأوساط الفنية اللبنانية.. فكتب للإذاعة والتليفزيون في بيروت وBBC اللندنية.. حتى انتهى به الأمر بالعمل كمستشار درامي لمنتجي السينما هناك.. كما عمل مع «فيروز والرحبانية» كمعد للنصوص ومنسق لأعمالهم ومشروعاتهم المسرحية والسينمائية.. .. وعاش في لبنان حتى رحيله عن عالمنا، في الثالث من مارس عام 1972، وهو في السابعة والخمسين من عمره.